# Municipio de Estherville (Dakota del Norte)
El municipio de Estherville (en inglés: Estherville Township) es un municipio ubicado en el condado de Burleigh en el estado estadounidense de Dakota del Norte. En el año 2010 tenía una población de 31 habitantes y una densidad poblacional de 0,34 personas por km².

## Geografía
El municipio de Estherville se encuentra ubicado en las coordenadas 47°12′4″N 100°33′33″O / 47.20111, -100.55917. Según la Oficina del Censo de los Estados Unidos, el municipio tiene una superficie total de 91.93 km², de la cual 91,93 km² corresponden a tierra firme y (0 %) 0 km² es agua.

## Demografía
Según el censo de 2010, había 31 personas residiendo en el municipio de Estherville. La densidad de población era de 0,34 hab./km². De los 31 habitantes, el municipio de Estherville estaba compuesto por el 96,77 % blancos, el 3,23 % eran afroamericanos. Del total de la población el 0 % eran hispanos o latinos de cualquier raza.